# Biblioteca Pública Municipal Professor Walter Nogueira
A Biblioteca Pública Municipal Professor Walter Nogueira é uma biblioteca municipal sediada no município de Cabo Frio, Estado do Rio de Janeiro, Brasil. Localizada no centro da cidade, na Praça D. Pedro II, número 47.
Foi fundada em 1º de maio de 1964 e reconhecida como biblioteca pública municipal no dia 26 de maio de 1966 pela resolução n.º 198 da Câmara Municipal de Cabo Frio. Sua criação foi uma proposta do Professor Walter Nogueira, escritor e crítico residente na região.

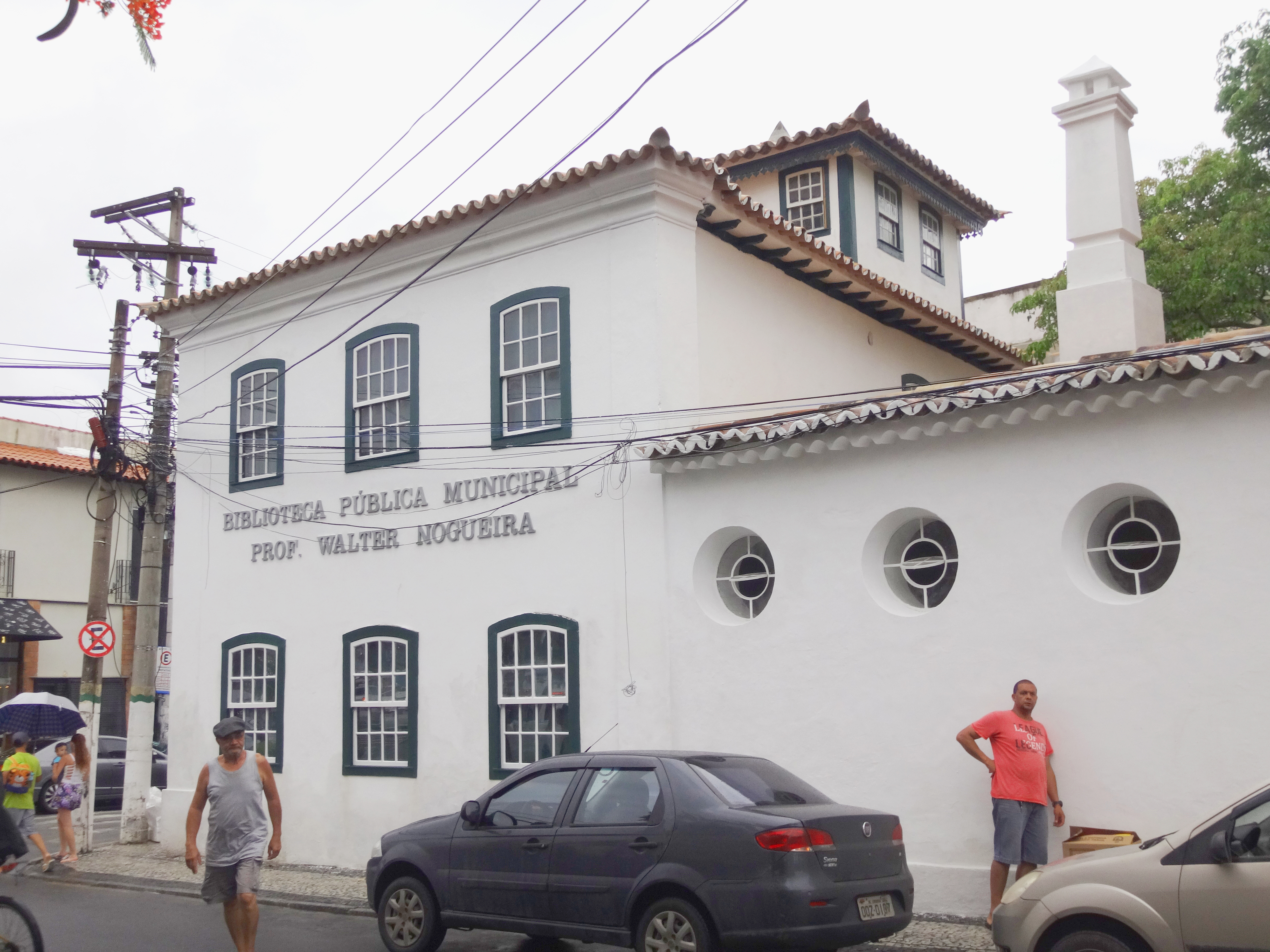
Edifício da Biblioteca, visto da Praça D. Pedro II

A sede da biblioteca é um edifício colonial datado de 1779 e construído com materiais como o óleo de baleia, cal e conchas.
Seu acervo abrange cerca de 40.000 livros, entre os quais figuram livros raros dos séculos XVIII e XIX. Possui 3800 leitores cadastrados. A biblioteca promove diversos eventos culturais, incluindo o Prêmio Literário Teixeira e Souza, que homenageia o escritor do século XIX nascido em Cabo Frio.